# Cydia illutana
Cydia illutana là một small bướm đêm of the họ Tortricidae. Nó được tìm thấy ở Western và Central châu Âu (Đảo Anh, the Hà Lan, Áo, Đức và Pháp), phía bắc đến Scandinavia (Đan Mạch, Na Uy, Thụy Điển và Phần Lan) và phía đông đến Nga (Siberia).
Sải cánh dài 12–14 mm. Con trưởng thành bay vào tháng 5 và tháng 6. Có một lứa một năm.
Sâu bướm feed on the scales of conifer cones. Host plants are European Silver Fir (Abies alba), European Larch (Larix decidua), Dahurian Larch (L. gmelinii), Siberian Larch (L. sibirica), Norway Spruce (Picea abies), Siberian Spruce (P. (a.) obovata) và Common Douglas-fir (Pseudotsuga menziesii). They pupate in peat or rotting wood.

## Synonyms
Junior synonyms of this species are:
- Laspeyresia ibeeliana Karpinski, 1962
- Laspeyresia illutana (Herrich-Schäffer, 1851)
- Lapseyresia illutana dahuricolana Kuznetzov, 1962
- Tortrix (Grapholitha) illutana Herrich-Schäffer, 1851

## Footnotes
1. ↑  Grabe (1942), và see references in Savela (2005)
2. ↑  Grabe (1942), Baixeras et al. (2009)